# Llengües tahítiques
Les llengües tahítiques són un grup de llengües polinèsies orientals de la branca central oriental (els altres membres de la qual són el Rapà, que es parla a Rapa, i les llengües marquèsiques).
Les dues llengües més importants d'aquest grup en nombre de parlants són el tahitià i el maori. El tahitià és l'idioma principal de les Illes de la Societat, i és una lingua franca a gran part de la Polinèsia Francesa, mentre que el maori és parlat per una minoria important a Nova Zelanda, on comparteix oficialitat amb l'anglès.
Altres idiomes d'aquest grup són:
- Tubuaià, que es parla a les Illes Australs
- Moriori, que es parla a les Illes Chatham
- Tongarevà, que es parlà a Penrhyn
- Rarotongà, que es parla al sud de les Illes Cook
- Rakahanga-Manihiki, que es parla al nord de les Illes Cook
- Tuamotuà, que es parla a l'arxipèlag Tuamotu de la Polinèsia Francesa, excepte a Puka-Puka i les Illes de la Decepció